# Marcel Bon
Marcel Bon (ur. 17 marca 1925, zm. 11 maja 2014) – francuski mykolog.
Marcel Bon urodził się we francuskiej miejscowości Picardy w 1925 roku. Mieszkał w Saint-Valery-sur-Somme nad rzeką Sommma, w Pikardii w północnej Francji. Miasto to było kolebką wielu artystów i pisarzy. W 1987 roku wraz z dwoma z nich (John Wilkinson i Denys Ovenden) Bon opracował obszerny przewodnik terenowy dla mykologów, The Mushrooms and Toadstools of Britain and North-western Europe.
Opisał nowe gatunki grzybów. Przy ich naukowej nazwie umieszcza się jego nazwisko Bon (np. Lactarius atlanticus Bon).